# Mihaela Steff
Mihaela Steff je bivša rumunjska stolnotenisačica. Rođena je 8. studenog 1978. u gradu Bistriţi, u županiji Bistriţa-Năsăud. Nastupala je na međunarodnoj razini od 1998. do 2005. godine. Nastupala je na Olimpijskim igrama 2000. i 2004. godine. Zanimljivo je da je sve četiri medalje u parovima na Europskim prvenstvima (tri zlata i jednu broncu) osvojila s hrvatskom stolnotenisačicom Tamarom Boroš.

## Osobni život
Mihaelini su roditelji po zanimanju učitelji. Najstarije je dijete u obitelji: ima 4 mlađe sestre i 2 mlađa brata. Oženila se 5. rujna 2005. za Mariusa Meruțiua. U svibnju 2009. je rodila sina.